# Bombardements de Kryvyï Rih
Invasion de l'Ukraine par la Russie de 2022
Batailles
Offensive de Kiev (Jytomyr, Kiev) : 
- 1re Hostomel
- Tchernobyl
- Ivankiv
- Kiev
- 2e Hostomel
- Vassylkiv
- Boutcha
- Irpin
  - Bombardement de réfugiés
- Jytomyr
- Mochtchoun
- Makariv
- Brovary

Offensive du Nord (Tchernihiv, Soumy) :
- Hloukhiv
- Slavoutytch
- Bombardements
- Soumy
- Trostianets
- Tchernihiv
- Okhtyrka
- Lebedyn
- Konotop
- Romny
- Desna
- Escarmouches frontalières

Russie  (Briansk, Belgorod) :
- Incursions en Russie occidentale
  - Oblast de Briansk
  - Oblasts de Belgorod et de Koursk
    - Incursions de 2024

  - Bombardement de Belgorod
- Oblast de Koursk (août 2024)

Campagne de l'Est (Donetsk, Louhansk, Kharkiv)
Kharkiv :
- 1re Kharkiv
  - Tchouhouïv
  - Bombardements : en février
  - en mars
  - en avril
  - du bâtiment administratif
- Izioum
- 2e Kharkiv
  - Balaklia
  - 1re Koupiansk
  - Chevtchenkove
- 3e Kharkiv

Nord du Donbass:
- Starobilsk
- Sloviansk
  - Dovhenke
  - 1re Lyman
  - Sviatohirsk
  - Bohorodychne et Krasnopillia
  - Bombardements : Bilohorivka
  - Kramatorsk
- Sievierodonetsk
  - Kreminna
  - Donets
  - Roubijné
  - Popasna
  - Tochkivka
  - Massacre
- Lyssytchansk
- 2e Kharkiv
  - Balaklia
  - 1re Koupiansk
  - Chevtchenkove
  - 2e Lyman
- Oblast de Louhansk
  - Ligne Svatove-Kreminna
  - Serebryansky
  - 2e Koupiansk

 Centre du Donbass:
- Horlivka
- Popasna
- Svitlodarsk
- Bakhmout
  - Soledar
- Siversk
- Tchassiv Iar
- Toretsk

Sud du Donbass :
- Volnovakha
- Marioupol
  - Bombardements : de l'hôpital
  - du théâtre
  - de l'école d'art
- Pisky
- Vouhledar
  - Pavlivka
- Marïnka
- Contre-offensive de 2023
- Avdiïvka
- Novomykhaïlivka
- Pokrovsk
  - Krasnohorivka
  - Toretsk
- Bombardements :
- Makiïvka
- Donetsk

Campagne du Sud (Mykolaïv, Kherson, Zaporijjia)
- 1re Kherson
- Odessa
- Melitopol
- Mykolaïv
  - Bombardements : à fragmentation
  - du bâtiment administratif
- 1re Berdiansk
- Zaporijjia
- Tchornobaïvka
- Enerhodar
- Voznessensk
- Houliaïpole
- Davydiv Brid
- 2e Berdiansk
- Nova Kakhovka
- 2e Kherson
  - Doudtchany
- Dniepr
- Tchoulakivka
- Contre-offensive de 2023
  - Robotyne

Frappes aériennes dans l'Ouest et le Centre de l'Ukraine
- Lviv (02/2022)
- Vinnytsia (03/2022)
- Yavoriv (03/2022)
- Deliatyne (03/2022)
- Dnipro

Guerre navale
- Île des Serpents (02/2022)
- Moskva (04/2022)

Attaques en Crimée
- Novofedorivka (08/2022)
- Djankoï (08/2022)
- Pont de Crimée (10/2022)
- Base navale de Sébastopol (10/2022)
- Pont de Crimée (07/2023)
- Base navale de Sébastopol (09/2023)

Débordement
- Aéroport de Millerovo
- Sabotages en Russie
- Attaques en Transnistrie
- Sabotage des gazoducs Nord Stream
- Terrain d'entraînement militaire de Soloti
- Explosions en Pologne
- Bases aériennes de Dyagilevo et Engels-2
- Base aérienne de Minsk-Matchoulichtchi
- Crise russo-moldave de 2023
  - Accusations de tentative de coup d'État en Moldavie
- Incident de drone de 2023 en mer Noire
- Rébellion du groupe Wagner

Massacres
- Tchernihiv
- Boutcha
- Borodianka
- Olenivka
- Izioum

Les bombardements de Kryvyï Rih sont une série de tirs d'artillerie et de raids aériens menés par les occupants russes sur la ville de Kryvyï Rih lors de l'invasion russe de l'Ukraine en 2022.

## Chronologie

### Février
Le 24 février 2022, des entrepôts militaires de la 17e brigade de chars à Kryvyï Rih près du microdistrict (microraïon) de Makulan ont été la cible de tirs,.

### Avril
Le 7 avril, trois bombardements ont eu lieu sur le territoire de l'oblast de Dnipropetrovsk pendant la journée. Les occupants ont frappé les raïons de Synelnykove et de Kryvyï Rih. Au moins quatre personnes ont été tuées et sept autres blessées. Deux citoyens ont disparu. Une roquette a également touché un secteur résidentiel privé à Kryvyï Rih, faisant une blessée.
Le 18 avril, les russes ont attaqué le raïon de Kryvyï Rih, faisant des victimes et des morts.

### Juillet
Le 25 juillet, à 2 h 0 du matin, le district métallurgique de Kryvyï Rih a été bombardé avec des armes à sous-munitions du Tornado-S MLRS (en) russe. Il est précisé qu'il n'y a pas eu de victimes.

### Septembre
Le 3 septembre, la communauté d'implantation de Chyroke a essuyé des tirs dans le raïon de Kryvyï Rih. De nombreuses maisons ont été détruites. Il n'y a pas eu de victimes.
Le 8 septembre, les troupes russes ont tenté de lancer une attaque au missile sur Kryvyï Rih, mais le missile a été détruit dans le ciel par les forces de défense aérienne ukrainiennes.
Le 14 septembre, vers 17 h 0, la Russie a lancé une attaque au missile sur Kryvyï Rih, tirant au moins 7 missiles Iskander et Kinjal sur la ville, dont 6 ont frappé dans la zone du réservoir de Karachuns. Après l'attaque au missile, le niveau d'eau de la rivière Inhoulets a augmenté de 1 à 2 mètres, à la suite de quoi 112 chalets privés ont été inondés. À la suite de l'attaque au missile, il y a eu des interruptions de l'approvisionnement en eau dans plusieurs quartiers de la ville de Kryvyï Rih,. De plus, environ 5 000 habitants de la communauté de Sofiïvka se sont retrouvés sans approvisionnement en eau ainsi que 7 000 habitants de la communauté villageoise de Lozuvatka,. À minuit, le 15 septembre, le chef de l'administration militaire de Kryvyï Rih, Oleksandr Vilkoul, a annoncé l'évacuation partielle de deux districts adjacents de Kryvyï Rih en raison de la montée du niveau d'eau de la rivière Inhoulets à un maximum historique,. Les services d'urgence ont dû intervenir au barrage en aval afin d'augmenter la capacité de charge de la rivière Inhoulets et ainsi abaisser le niveau d'eau. Le 16 septembre, l'eau du Inhoulets est devenue rouge. Les médias ont émis l'hypothèse que cela était le résultat d'un changement du cours de la rivière et de son écoulement sur des sols argileux. Les vannes d'écluse du barrage, qui a été touché par un missile, étaient couvertes de terre grasse et de gravats. Depuis, l'approvisionnement en eau a été stabilisé à Kryvyï Rih. Le chef de l'administration d'État de Dnipropetrovsk, Valentyn Reznitchenko (en), a déclaré que dans l'après-midi du 16 septembre, les russes ont porté un autre coup à l'infrastructure critique ;  à la suite de quoi, les structures hydrotechniques ont subi de graves destructions. Le ministre ukrainien de la protection de l'environnement et des ressources naturelles, Rouslan Strelets, a déclaré que la destruction de la structure de protection hydrotechnique du réservoir de Karachuns pourrait provoquer une catastrophe d'origine humaine avec de graves conséquences pour l'environnement et les personnes.
Le 26 septembre, les russes ont tiré des missiles Kh-59 sur l'aéroport international de Kryvyï Rih, endommageant ses infrastructures.

## Réactions
À la suite du bombardement du réservoir de Karachunivske, le président ukrainien, Volodymyr Zelensky, a déclaré que la Russie avait tenté d'inonder Kryvyï Rih :

« Le pays terroriste continue de lutter contre la population civile. Cette fois, frappes de missiles sur des structures hydrauliques et tentative d'inondation de Kryvyï Rih. Tout ce que les occupants peuvent faire, c'est semer la panique, créer une situation d'urgence, essayer de priver les gens de lumière, de chauffage, d'eau et de nourriture. »

Le chef de l'administration militaire de Kryvyï Rih, Oleksandr Vilkul, a également déclaré à propos de la tentative des russes d'inonder Kryvyï Rih :

« Chers habitants de Kryvyï Rih, aujourd'hui, les russes ont commis un autre acte terroriste. Il a touché une très grande structure hydrotechnique à Kryvyï Rih avec huit missiles de croisière. L'effort consiste simplement à laver une partie de notre ville avec de l'eau. »

L'Institut pour l'étude de la guerre a déclaré que la Russie avait lancé une attaque au missile sur le barrage pour dissuader une contre-offensive des forces armées ukrainiennes dans le sud de l'Ukraine, empêchant de futures opérations des forces armées ukrainiennes sur l'Inhoulets.